# Travis Barker
Travis Landon Barker (Fontana, Kalifornia, 1975. november 14. –) amerikai zenész, a Blink-182 nevű punkegyüttes dobosaként vált világhírűvé.
Miután első zenekara, a Feeble, felbomlott, Barker, "The Baron Von Tito" néven kezdett el játszani a The Aquabats-ban, 1996-ban. 1997-ben felvette velük a The Fury of the Aquabats! című albumot. Karrierje új lendületet vett, amikor csatlakozott a Blink-182 nevű pop-punk zenekarhoz. Barker ismert "kakas tarajáról" és, hogy félmeztelenül szokott előadni, felfedve ezzel számos tetoválást. Barker azóta sokoldalú dobos lett, sok projektnél vállalt produceri vagy vendégszerepet különböző zenei műfajokban, mint például az alternatív rock, a hiphop, a pop, és a country. Elismerést szerzett magának a hiphop műfajban, sok zenésznek segített remixelni dalokat.
Ő alapította a Famous Stars and Straps nevű ruházati céget 1999-ben,  és a LaSalle Records-ot 2004-ben. Vállalatok, mint például a DC Shoes vagy a Zildjian is gyártott a nevével jelzett terméket.